# Garamladomér
Koordináták: é. sz. 48,5768°, k. h. 18,8749°48.576800°N 18.874900°E
Garamladomér (szlovákul: Ladomer) Ladomérmindszent településrésze, korábban önálló falu Szlovákiában, a Besztercebányai kerületben, a Garamszentkereszti járásban.

## Fekvése
Garamszentkereszttől 2 km-re délkeletre, a Garam bal partján fekszik.

## Története
A Ladomér név pataknévként már 1075-ben felbukkan. A község valószínűleg 1253 előtt keletkezett. Első írásos említése 1335. január 9-én az esztergomi káptalan oklevelében történik, melyből kiderül hogy "Lodomar" a saskői váruradalom része volt. 1601-ben Ladoméron 25 ház és Liptay család kúriája állt. Legrégibb pecsétje 1643-ból való. A 17. század közepén Dóczy Zsigmond építtetett itt reneszánsz kastélyt. 1650-ben III. Ferdinánd Liptay Gáspár kérelmére Bécsben kelt oklevelében évi két vásárt engedélyez a településnek és oppidium rangjára emeli. A 17. század második felében a Liptayak ladoméri kastélya volt a saskői uradalom tényleges központja. Egy 1694-es feljegyzés szerint lakói főként szőlő- és gyümölcstermesztésből éltek. A ladoméri Szentháromság templom 1705-ben épült. 1708. október 27-én a Saskő várát elfoglaló császári sereg felégette és szétlőtte a várat és az uradalom igazgatását a ladoméri kastélyba költöztették. 1720-ban Ladomérnak 16 adózó portája állt. A 18. század közepén készült el a Mária-oszlop. Szlovák nyelvű római katolikus iskoláját 1778-ban alapították. 1828-ban Ladoméron 41 házban 266 lakos élt.
Vályi András szerint "LADOMÉR. Magyar falu Bars Várm. földes Ura az Esztergomi Káptalanbéli Uraság, lakosai külömbfélék, fekszik Viszkához közel, és annak filiája, határja jó, vagyonnyai külömbfélék."
Fényes Elek szerint "Ladomér, tót falu, Bars vmegyében, Sz. Kereszt mellett: 266 kath. lak. F. u. a Viczay nemzetség. Ut. p. Győr."
A trianoni békediktátumig Bars vármegye Garamszentkereszti járásához tartozott.
1960. január 1-jén Garammindszenttel egyesítették és az egyesített település a Ladomerská Vieska nevet kapta

## Népessége
1910-ben 357, túlnyomórészt szlovák lakosa volt.
2001-ben Ladomérmindszent 798 lakosából 779 szlovák volt.

## Nevezetességei
- Reneszánsz kastélyát a 17. században építették, a 19. század végén neobarokk stílusban építették át.
- Római katolikus temploma 1705-ben épült neobarokk stílusban.
- Barokk Mária-oszlopa 18. századi.

## Külső hivatkozások
- Ladomérmindszent községinfó
- Garamladomér Szlovákia térképén